# Scrobipalpa camphorosmella
Scrobipalpa camphorosmella is een vlinder uit de familie tastermotten (Gelechiidae). De wetenschappelijke naam is voor het eerst geldig gepubliceerd in 1999 door Nel.
De soort komt voor in Europa.